# Hybrizon ghilarovi
Hybrizon ghilarovi là một loài tò vò trong họ Ichneumonidae.